# انجيل بوذا
إنجيل بوذا (بالإنجليزية: The Gospel of Buddha) هو كتاب من تأليف باول كاروس صدر عام 1894 كُتب بأسلوب العهد الجديد ليحكي قصة بوذا من خلال الأمثال والعبر، وكان من أهم وسائل إيصال البوذية الى الغرب بالإضافة الى كونه يستخدم كأداة لتعليم ودراسة المذاهب الآسيوية.
وضعه الكاتب والفيلسوف الألماني-أمريكي باول كاروس المهتم بالشأن الديني الذي كان يرى أن العالم بحاجة الى ديانة جديدة تواكب العلم مستلهمًا فكرته بعد حضور لقاءات وحوارات مؤتمر أديان العالم عام 1893 حيث وجد أن البوذية تمثل أقرب شكل ديني لمثله وأفكاره لذا بدأ بتأليف كتاب (إنجيل بوذا) لينقل الفكر البوذي الى الغرب.
الكتاب يمثل جمع الترجمات الإنكليزية المعروفة للنصوص البوذية بعد تنقيحها واعادة صياغتها، حيث وضع الكاتب نصوص مختارة تُظهر بوذا كفيلسوف مجرد من العناصر الخارقة للطبيعة، على الرغم من تعرض المؤلف لعدد من الإنتقادات من المختصين المعاصرين إلا أنه بقي ذو شعبية كبيرة في الغرب ما أدى الى طباعته مرات عديدة، وأيضًا أثر بشكل ملحوظ على تطور البوذية الحديثة في شرق آسيا أثناء القرن الثامن عشر وبالأخص عبر الترجمة اليابانية للكتاب من قبل الفيلسوف دايسيتسو تيتارو سوزوكي.

## طالع أيضًا
- إنجيل
- العهد الجديد
- البوذية
- نصوص مقدسة